# Цареве Воде
Цареве Воде су заселак насељеног мјеста Ћемановићи у општини Пале. Налази се на планини Романији 7 километара источно од центра Пала, у подножју Новакове пећине, источно од Шајновића. Заселак је познат по истоименим чесмама, Царевим водама.

## Историјат
У предањима овај заселак у саставу Ћемановића се помиње у вријеме султана Мехмеда Фатиха: Кад је султан Фатих дошао до Пала, зауставио се с војском на једном мјесту на Романији. Било је подне и хтјели су да направе ручак, али нигдје у близини није било воде. Тада један од султанових војника закопа мало земљу и ту вода потече. На том мјесту султан направи чесме, па се то мјесто назва Цареве Воде. И историјски извори наводе да су Цареве воде настале у османском периоду. Вријеме није тачно утврђено.
Заселак је до рата бројао десетак кућа и сачињавале су га православне породице Јовановић и Јаковљевић, Ковач, те муслиманске породице Хрво. Тих пријератних година је направљен и велики број викенд кућа па је заселак добило и епитет викенд насеља. Насељавању је допринијело и постојање Планинарског дома „Славиша Вајнер Чича”, саграђеног 60-тих година прошлог вијека. Током рата Планинарски дом је срушен али многобројни планинари, алпинисти и излетници на путу према Новаковој пећини радо се задржавају на Царевим Водама.